# Hippadenella pelliculata
Espèce
Hippadenella pelliculata est une espèce disparue de Bryozoaires appartenant à la famille des Buffonellodidae.

## Publication originale
- Ferdinand Canu & Georges Lecointre, 1928, « Les Bryozoaires cheilostomes des faluns de Touraine et d'Anjou ». Mémoire de la Société géologique de France, vol. 4, n. 4, p. 51-82